# Eleições em 2008
Esta é uma lista dos eventos eleitorais durante o ano de 2008.
Nota: O artigo mostra os artigos não criados, mas que possa ser criado, pois foi baseado à Wikipédia-en.

## Eleições por mês

### Janeiro
- 5 de Janeiro: Geórgia, Presidente, adesão à OTAN referendo e eleição data referendo.
- 7 de Janeiro: Ilhas Marshall, Presidente (pelo parlamento)
- 9 de Janeiro: Kosovo, Presidente (pelo parlamento)
- 12 de Janeiro: Taiwan, Parlamento e referendo
- 15 de Janeiro: Barbados, Parlamento.
- 17 - 19 de Janeiro: Tokelau, Parlamento.
- 19 de Janeiro: Ilhas Faroe, Parlamento.
- 20 de Janeiro: Cuba, Parlamento.
- 20 de Janeiro: Sérvia, Presidente (1ª rodada/turno).
- 27 de Janeiro: Polinésia Francesa, Legislativo (1ª rodada/turno).
- 29 de Janeiro: Butão, Conselho Nacional.

### Fevereiro
- 3 de Fevereiro: Sérvia, Presidente (2ª rodada/turno).
- 3 de Fevereiro: Mônaco, Parlamento.
- 7 de Fevereiro: Belize, Legislativo e referendo.
- 8 de Fevereiro: Djibuti, Parlamento.
- 8, 9 e 15 de Fevereiro: República Tcheca, Presidente (indireto)
- 10 de Fevereiro: Polinésia Francesa, Legislativo (2ª rodada/turno).
- 11 de Fevereiro: Trinidad e Tobago, Presidente (indireto)
- 18 de Fevereiro: Paquistão, Parlamento.
- 19 de Fevereiro: Armênia, Presidente.
- 17 e 24 de Fevereiro: Chipre, Presidente.
- 24 de Fevereiro: Cuba, Presidente (indireto).
- 24 de Fevereiro: Suíça, Referendo sobre negócios da reforma tributária.
- 26 de Fevereiro: Líbano, Presidente.

### Março
- 2 de Março: Rússia, Presidente (1ª rodada/turno).
- 5 de Março: China, Presidente (indireto).
- 6 de Março: Tailândia, Senado
- 8 de Março: Malásia, Parlamento.
- 8 de Março: Malta, Parlamento.
- 9 de Março: Espanha, Geral.
- 9 de Março: Hungria, referendo contra reformas do governo.
- 14 de Março: Irã, Legislativa.
- 22 de Março: Taiwan, Presidente e referendo.
- 24 de Março: Butão, Parlamento.
- 29 de Março: Zimbabue, Presidente e Parlamento.
- Março: Taiwan, Congresso Nacional Popular.
- Março: Guiné, Parlamento.
- Março ou Abril: Haiti, Senado (11 dos 30 lugares).

### Abril
- 6 de Abril: Montenegro, Presidente.
- 9 de Abril: Coréia do Sul, Parlamento.
- 10 de Abril: Nepal, Assembleia Constituinte.
- 13 e 14 de Abril: Itália, Parlamento.
- 20 de Abril: Paraguai, Geral.
- 23 de Abril: Guernsey, Geral.
- 23 e 24 de Abril: Tonga, Geral.
- Abril: Niue, Parlamento.

### Maio
- 16 de Maio: República Dominicana, Presidente.
- Maio: Birmânia/Mianmar, referendo constitucional.
- Maio: Geórgia, Legislativa.
- Maio: Maurício, Presidente (indireto)

### Junho
- 8 de Junho: Mongólia, Legislativa.
- 12 de Junho: Irlanda, Referendo sobre o Tratado de Lisboa.
- 28 de Junho: Islândia, Presidente.

### Julho
- 8: Granada, Gerais
- 27: Camboja, Parlamento.
- Julho: Congo, Senado (indireto).
- Julho: Vanuatu, Parlamento.

### Agosto
- 2 de Agosto: Letônia, Referendo
- 5 de Agosto: Coréia do Norte, Parlamento.
- 10 de agosto: Bolívia, Referendo

### Setembro
- 2 de Setembro: Vanuatu, Gerais
- 5 e 6 de Setembro: Angola, Legislativo.
- 7 de Setembro: Hong Kong, Legislativo.
- 15 à 18 de Setembro: Ruanda, Parlamento.
- 19 de Setembro: Suazilândia, Parlamento
- 19 de Setembro: Ilhas Maurício, Presidenciais
- 21 de Setembro: França, Senado (metade dos bancos).
- 21 de Setembro: Eslovênia, Parlameto
- 28 de Setembro: Áustria, Parlamento
- 28 de Setembro: Bielorrússia, Parlamento
- 28 de Setembro: Equador, Referendo constitucional.

### Outubro
- 5 de Outubro: Brasil, Municípios.
- 8 de outubro: Maldivas, Presidente.
- 12 de Outubro: Lituânia, Parlamento e Referendo sobre energia nuclear
- 14 de outubro: Canadá, Federal
- 15 de Outubro: Azerbaijão, Presidente.
- 16 de Outubro: ONU, Conselho de Segurança.
- 17 e 18 de Outubro: República Tcheca, Senado (um terço dos senadores).
- 30 de outubro: Zâmbia, Presidente.

### Novembro
- 4 de Novembro: Estados Unidos: Presidente, Câmara dos Representantes, Senado (um terço: "Classe II" senadores), governadores (11).
  - 4 de Novembro: Samoa Americana, Geral.
  - 4 de Novembro: Guam, Geral
  - 4 de Novembro: Porto Rico, Geral.
- 4 de Novembro: Palau, Geral.
- 8 de Novembro: Nova Zelândia, Geral.
- 9 de Novembro: San Marino, Parlamento
- 16 de Novembro: Guiné-Bissau, Parlamento
- 25 de Novembro: Groenlândia, referendo do auto-governo.
- 30 de Novembro: Romênia, Legislativa.
- 30 de Novembro: Suíça, Referendo

### Dezembro
- 7 de Dezembro: Gana, Presidente e Parlamento.
- 14 de Dezembro: Turcomenistão, Parlamento.
- 24 de Dezembro: Ilhas Pitcairn, Geral.
- 29 de Dezembro: Bangladesh, Geral

## Outros
- 1 de Maio - Nas Eleições Locais de 2008, o Partido Trabalhista da Grã-Bretanha sofre a pior derrota eleitoral dos últimos 40 anos.
- 5 de Outubro - Eleições para prefeito e vereador nos municípios brasileiros.
- 5 de Novembro - Barack Obama é eleito presidente dos Estados Unidos da América.